# Christliche Vereinigung

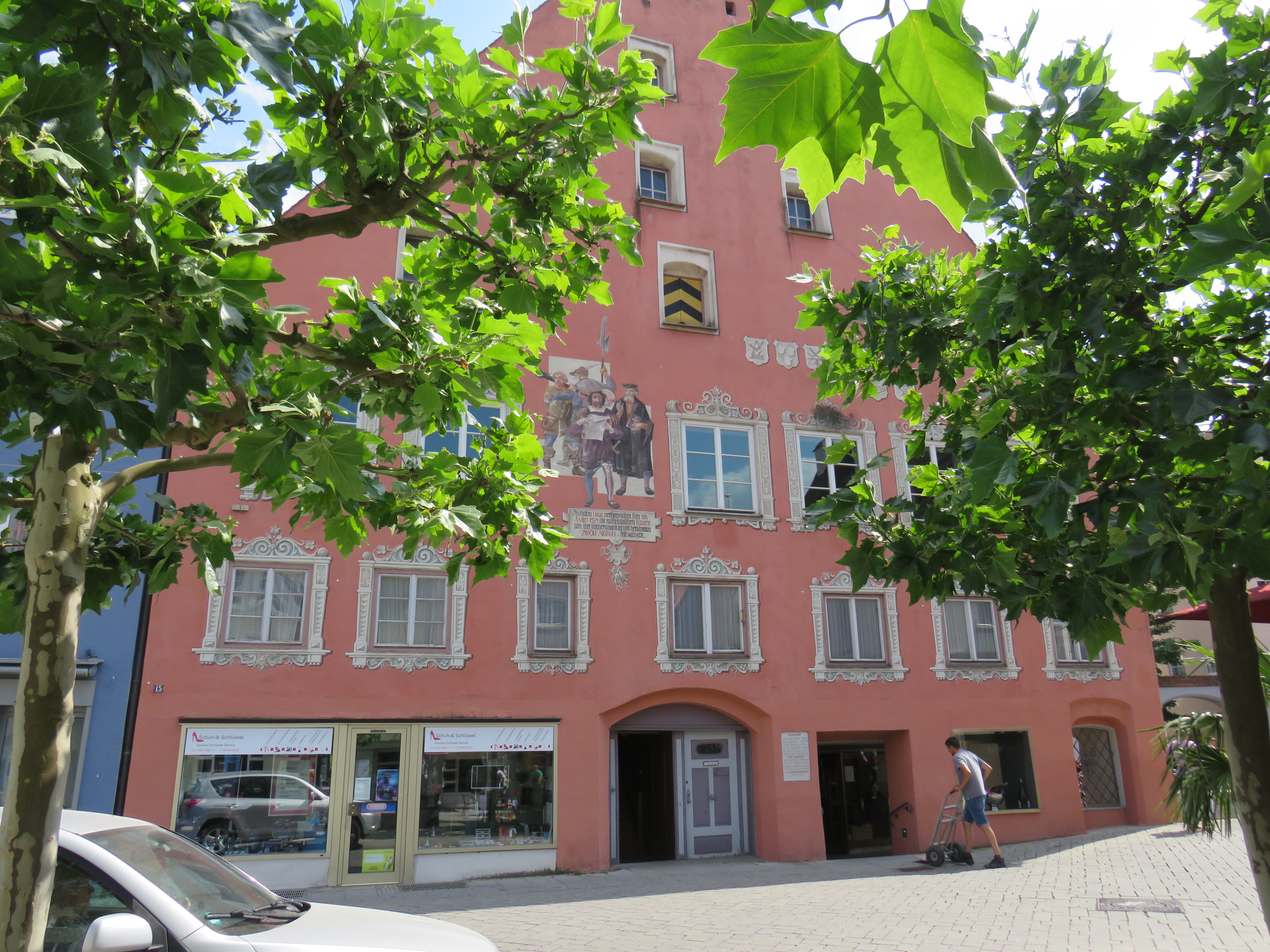
Die Kramerzunftstube in Memmingen, Gründungsort der Christlichen Vereinigung und Tagungsort des Bauernparlaments

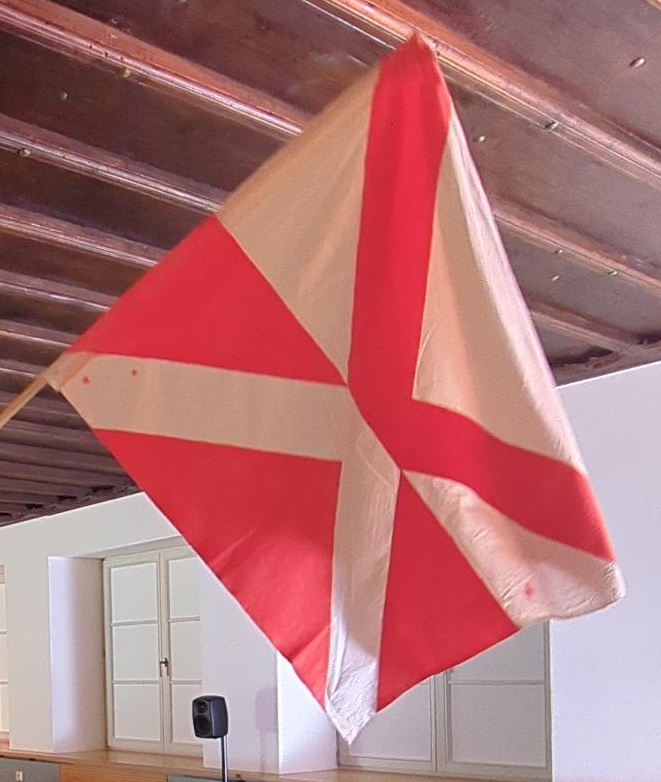
Die Fahne der oberschwäbischen Bauern, wie sie in der Landesordnung festgelegt wurde

Die Christliche Vereinigung oder Oberschwäbische Eidgenossenschaft wurde am 7. März 1525 von den oberschwäbischen Bauernhaufen gegründet. Sie war der Zusammenschluss des Baltringer Haufens, des Seehaufens und des Allgäuer Haufens, um ihre Interessen im Deutschen Bauernkrieg gegen den Schwäbischen Bund besser durchsetzen zu können. Der Historiker Peter Blickle beschreibt sie als republikanisch-freistaatlich orientierten „bündisch-korporativen politischen Verband“. „Vorläufer“ waren Balthasar Hubmaier in Waldshut und Hans Müller von Bulgenbach mit der „evangelischen Vereinigung“.

## Gründung
Der Zusammenschluss erfolgte auf Initiative des Führers des Baltringer Haufens, Ulrich Schmied. Als Schreiber des Baltringer Haufens wurde Sebastian Lotzer aus Memmingen als Schriftgelehrter und in diesen Sachen kundiger Mann empfohlen. Lotzer scheint für die Einberufung der Bauernhaufen in Memmingen zuständig gewesen zu sein. Bei der Versammlung der drei Haufen war auch der Reformator Christoph Schappeler zugegen. Ob weitere Personen der Stadt bei den Beratungen anwesend waren, kann nicht ausgeschlossen werden. Der Zusammenschluss erfolgte am ersten Sonntag im März 1525. Noch am selben Tag wurde die Vereinigung der drei Haufen zur Christlichen Vereinigung dem Schwäbischen Bund angezeigt. Dieser war davon nicht angetan. So tobte der Bundeshauptmann Ulrich Artzt „so acht ich, das der teuffel ledig und in die paurn komen sey. ich kan nit gedencken, wie die pauren zu styllen weren; sohat gemaine versammlung nit vil gefallens ob denen von Memmingen, sas sy söllich schriften in ir statt lassen außgeen.“ Nachdem am 7. März die Vereinigung vollzogen und die Bundesordnung verabschiedet war, trennten sich die Bauernführer wieder.

## Tagungen
Am 15. März wurde das nächste Treffen anberaumt und dafür die Genehmigung der Stadt Memmingen eingeholt. Bei diesem zweiten Treffen der Anführer wollte man, dass Theologen und hohe Herren die Forderungen der Bauern prüfen sollten. Von den gewünschten Personen wurden zum Beispiel Philipp Melanchthon und auch Erzherzog Ferdinand von Österreich genannt. Da der Schwäbische Bund mit der Teilnahme von Theologen nicht einverstanden gewesen wäre, war es vermutlich dem Rat der Stadt Memmingen zu verdanken, dass diese Forderung fallen gelassen wurde. In einer zweiten Liste war nur noch von dem Theologen Schappeler die Rede.
Ein Streitpunkt auf dem Memminger Bauernparlament war die Frage nach dem Einsatz von Gewalt. Während Seehaufen und Allgäuer ihre Forderungen „tapfer mit dem Schwert“ durchgesetzt sehen wollten, setzten die Baltringer allein auf diplomatische Wege „mit Liebe und Freundschaft an die Herren“. Die gemäßigten Kräfte konnten sich mit einem Kompromiss durchsetzen, der die Frage offen ließ aber grundsätzlich zur Gewaltfreiheit und Verhandlungsbereitschaft gegenüber der Obrigkeit anmahnte. So wurde selbst der oft zitierte vierte Artikel der Bundesordnung, der vorsieht, dass Schlösser und Burgen von fremden Truppen und Geschützen frei zu halten sind, dadurch entschärft, dass dies „auf freundliche Ermahnung“ geschehen solle.
Bei ihrem dritten Treffen, das am 20. März 1525 in der Memminger Kramerzunft stattfand, wurden die Zwölf Artikel, eine Weiterentwicklung der Memminger Artikel, verfasst. Diese gelten zusammen mit der Bundesordnung als erste Freiheits- und Menschenrechtserklärungen der Welt nach der Magna Carta und erste auf dem europäischen Festland.
Die nicht als Flugschrift veröffentlichte Landesordnung regelte den Aufbau der einzelnen Bauernhaufen, der sich stark an die Landsknechtehaufen anlehnte. Hauptmänner sollten vier Räte an ihrer Seite haben und hatten primär die Funktion militärischer Leitung. Für die Verpflegung war ein Proviantmeister vorgesehen, ein Quartiermeister kümmerte sich um Fouriere für den Tross. Der Weibel war für die Marschordnung zuständig. „Wilde“ Plünderungen sollte es nicht geben, aber Rottenmeister waren befugt, diese anzuordnen. Auch das „venlin [...] rot und wiss“ als gemeinsame Fahne der Oberschwäbischen Bauernhaufen wird erwähnt.
Am 4. April kam es in Leipheim zur ersten großen Schlacht des Schwäbische Bunds gegen den Baltringer Haufen, bei der schätzungsweise zwischen 1000 und 4000 Menschen umkamen. Entgegen der Bundesordnung kamen Seehaufen und Allgäuer nicht zur Hilfe. Die geschlagenen Baltringer mussten sich daraufhin erneut ihren Herren unterwerfen und dem Bündnis entsagen. Damit stand die Christliche Vereinigung bereits rund ein Monat nach ihrer Gründung vor ihrem Ende.

## Bundesordnung

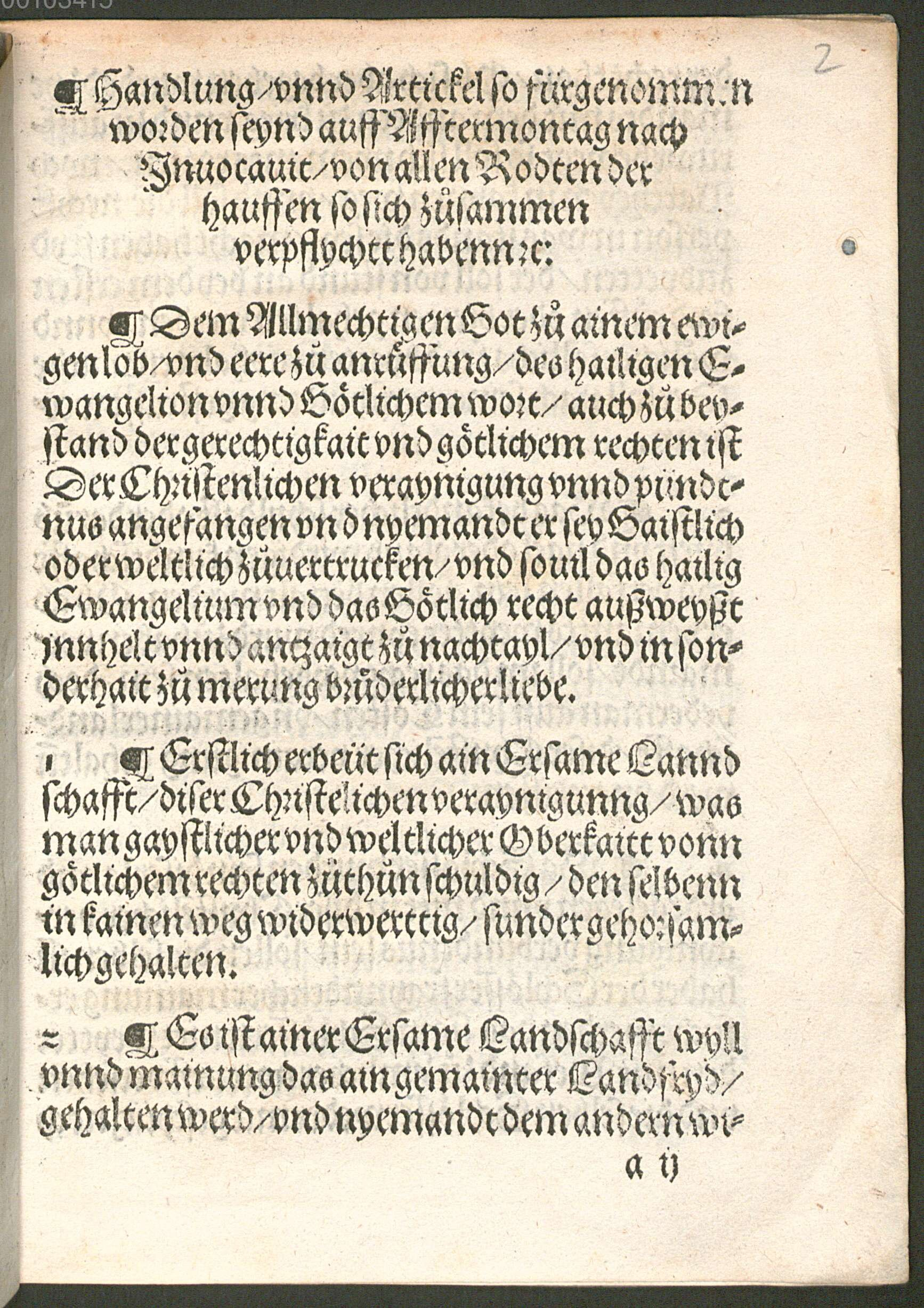
Die erste Seite der Bundesordnung: "Handlung und Artikel, so fürgenommen worden [...] von allen Rotten der Haufen, so sich zusammen verpflicht haben."

Mit der am 7. März verabschiedeten Bundesordnung regelte die Christliche Vereinigung die überregionale Organisation ihrer drei Mitgliedsverbände. Die Bundesordnung enthielt sowohl ein rudimentäres politisches Ordnungsmodell (Regelung von Schulden, dörfliche Selbstverwaltung, Landfrieden, Stellung zu Burgen, Klöstern und Obrigkeiten) als auch Regelungen für die Beziehungen zwischen den Haufen der Vereinigung, die je einen Hauptmann und vier Räte auf die Tagungen entsenden. Sie nimmt Bezug auf das Konzept des göttlichen Rechts und gibt eine Liste von Theologen, die aus Sicht der Vereinigung zu dessen Auslegung berechtigt sind (unter anderem Luther und Zwingli). Sie erreichte ebenso wie die Zwölf Artikel hohe Auflagen und präsentiere ein attraktives Modell für eine kommunale und föderative Ordnung. Im Schwarzwald, im Elsass und in Franken lassen sich Bauernschaften nachweisen, die danach organisiert waren. Peter Blickle bezeichnet sie als „vagen Versuch eines Verfassungsentwurfs“.
Nachfolgend eine zusammenfassende Übertragung der Bundesordnung in modernes Deutsch:

„Beschluss und Artikel, wie sie am Montag nach Invocavit (Sonntag nach Aschermittwoch) von allen Gruppen des Bundes, die sich zusammengeschlossen haben, gefasst wurden:
Zum Lob und zur Ehre des allmächtigen ewigen Gottes, zur Verkündigung des Heiligen Evangeliums und göttlichen Wortes, ebenso zur Unterstützung von Gerechtigkeit und göttlichem Recht, wurde diese Christliche Vereinigung gegründet – nicht zum Nachteil oder Schaden irgendeines geistlichen oder weltlichen Standes, sondern im Sinne des Evangeliums und göttlichen Rechts, insbesondere zur Förderung brüderlicher Liebe.
1. Zunächst verpflichtet sich die ehrenwerte Gemeinschaft dieser Christlichen Vereinigung, allem, was man nach göttlichem Recht sowohl der weltlichen als auch der geistlichen Obrigkeit schuldet, nicht zu widersprechen, sondern gehorsam Folge zu leisten.
2. Es ist der Wille und die Absicht dieser Gemeinschaft, dass allgemeiner Landfrieden herrscht und niemand dem anderen Unrecht tut. Sollte es jedoch zu Streit oder Aufruhr kommen, darf sich niemand bewaffnet zusammentun oder Partei ergreifen. Die nächststehende Person, gleich welchen Standes, soll das Recht haben, Frieden zu stiften und zur Versöhnung aufzurufen. Dieser Friedensruf muss sofort befolgt werden, und wer dem nicht nachkommt, soll entsprechend seiner Schuld bestraft werden.
3. Schulden, für die ein Schuldeingeständnis, Urkunden mit Siegel oder andere glaubwürdige Nachweise vorliegen, müssen beglichen werden. Wer jedoch Einwände gegen eine Forderung hat, dem bleibt der Rechtsweg offen – auf eigene Kosten und ohne dass die gesamte Gemeinschaft des Bundes betroffen ist. Zehntabgaben, Renten und andere Abgaben ruhen bis zur Klärung der Streitigkeiten.
4. Burgen in diesem Gebiet, deren Besitzer nicht Teil des Bundes sind, sollen freundlich dazu ermahnt werden, die Burg nur mit dem Nötigsten für den Alltag zu versorgen. Sie dürfen weder mit Waffen noch mit fremden Personen besetzt werden. Wollen sie dennoch zusätzliche Personen einlassen, so dürfen dies nur Mitglieder des Bundes auf eigene Kosten und Verantwortung sein. Gleiches gilt für Klöster.
5. Bedienstete, die im Dienst von Fürsten oder Herren stehen, sollen von ihrem Treueeid entbunden werden. Tun sie dies, können sie in den Bund aufgenommen werden. Wer sich nicht dazu bereit erklärt, soll Frau und Kinder zu sich nehmen und das Gebiet unbehelligt verlassen. Wird ein Amtmann oder ein anderer Angehöriger des Bundes von seinem Herrn vorgeladen, so soll er nur in Begleitung von zwei oder drei weiteren Personen erscheinen und sich anhören, was vorgebracht wird.
6. Pfarrer und Vikare sollen freundlich gebeten werden, das Heilige Evangelium zu predigen. Wer dem nachkommt, dem soll eine angemessene Versorgung aus der Pfarrstelle zukommen. Wer sich weigert, soll seines Amtes enthoben und ersetzt werden.
7. Wer einen Vertrag mit seiner Obrigkeit schließen möchte, darf dies nur mit vorheriger Zustimmung der gesamten Gemeinschaft tun. Wird ein solcher Vertrag genehmigt, bleibt die Verpflichtung zur ewigen Verbundenheit und Mitgliedschaft in der Christlichen Vereinigung dennoch bestehen.
8. Jeder Trupp innerhalb des Bundes soll einen Hauptmann und vier Räte bestimmen und entsenden. Diese sollen gemeinsam mit anderen Hauptleuten und Räten befugt sein, im Namen der Gemeinschaft Entscheidungen zu treffen, damit nicht jedes Mal alle Mitglieder einberufen werden müssen.
9. Raubgut oder unrechtmäßig erlangte Güter sollen nicht geduldet oder akzeptiert werden.
10. Handwerker, die außerhalb des Landes Arbeit suchen, sollen ihrem Hauptmann versprechen, sich nicht gegen die Christliche Vereinigung zu stellen. Falls sie erfahren, dass jemand dem Bund feindlich gesinnt ist, sollen sie dies melden und – wenn nötig – sofort zurückkehren und zur Verteidigung beitragen. Dasselbe gilt für Kriegsknechte.
11. Die bestehenden Gerichte und das geltende Recht sollen weiterhin Geltung haben.
12. Unanständige Spiele, Gotteslästerung und übermäßiger Alkoholkonsum sind verboten. Zuwiderhandelnde werden bestraft.
Folgende Theologen sind zur Auslegung des göttlichen Rechts bestimmt:
- Dr. Martin Luther
- Philipp Melanchthon
- Dr. Jakob Strauß aus Eisleben
- Andreas Osiander aus Nürnberg
- Biblicanus aus Nördlingen
- Matthäus Zell und seine Kollegen aus Straßburg
- Konrad, Prediger aus Ulm
- Der Prediger aus Hall
- Der Prediger bei den Barfüßern in Augsburg
- Der Prediger aus Riedlingen
- Der Prediger im Kloster Lindau
- Ulrich Zwingli und seine Kollegen aus Zürich
- Der Prediger aus Reutlingen“